# موریس انتونی بیو
موریس انتونی بیو (به انگلیسی: Maurice Anthony Biot) (زاده ۱۹۰۵ - درگذشته ۱۹۸۵) دانشمندی بلژیکی-آمریکایی است که بنیانگر تئوری مکانیک محیط‌های متخلخل می‌باشد.